# Марк Эмилий Регилл
Марк Эмилий Регилл (лат. Marcus Aemilius Regillus; умер в 205 году до н. э.) — римский политический деятель из патрицианского рода Эмилиев, предположительно претор 217 года до н. э. Безуспешно претендовал на консулат 214 года до н. э.

## Биография
Предположительно первое упоминание о Марке Эмилии в сохранившихся источниках относится к 217 году до н. э. Тогда, по данным Тита Ливия, некто Марк Эмилий занимал должность городского претора; учёные полагают, что это был Регилл. В 215 году до н. э. Марк Эмилий выдвинул свою кандидатуру в консулы. В ходе голосования стало ясно, что он побеждает в паре с плебеем Титом Отацилием Крассом, когда вмешался Квинт Фабий Максим (впоследствии Кунктатор), бывший тогда действующим консулом. Последний раскритиковал кандидатов и потребовал повторного голосования по первой трибе. В итоге консулами стали Фабий и Марк Клавдий Марцелл.
Марк Эмилий умер в 205 году до н. э. На момент смерти он был фламином Марса.
Сыновьями Марка Эмилия предположительно были Луций Эмилий Регилл, претор 190 года до н. э., и Марк Эмилий Регилл, легат в том же году.